# (152985) Kenkellermann
(152985) Kenkellermann est un astéroïde de la ceinture principale.

## Description
(152985) Kenkellermann est un astéroïde de la ceinture principale. Il fut découvert le 4 avril 2000 à la station Anderson Mesa par Larry H. Wasserman. Il présente une orbite caractérisée par un demi-grand axe de 2,33 UA, une excentricité de 0,13 et une inclinaison de 6,5° par rapport à l'écliptique.

## Compléments